# Jüdischer Friedhof Fellheim

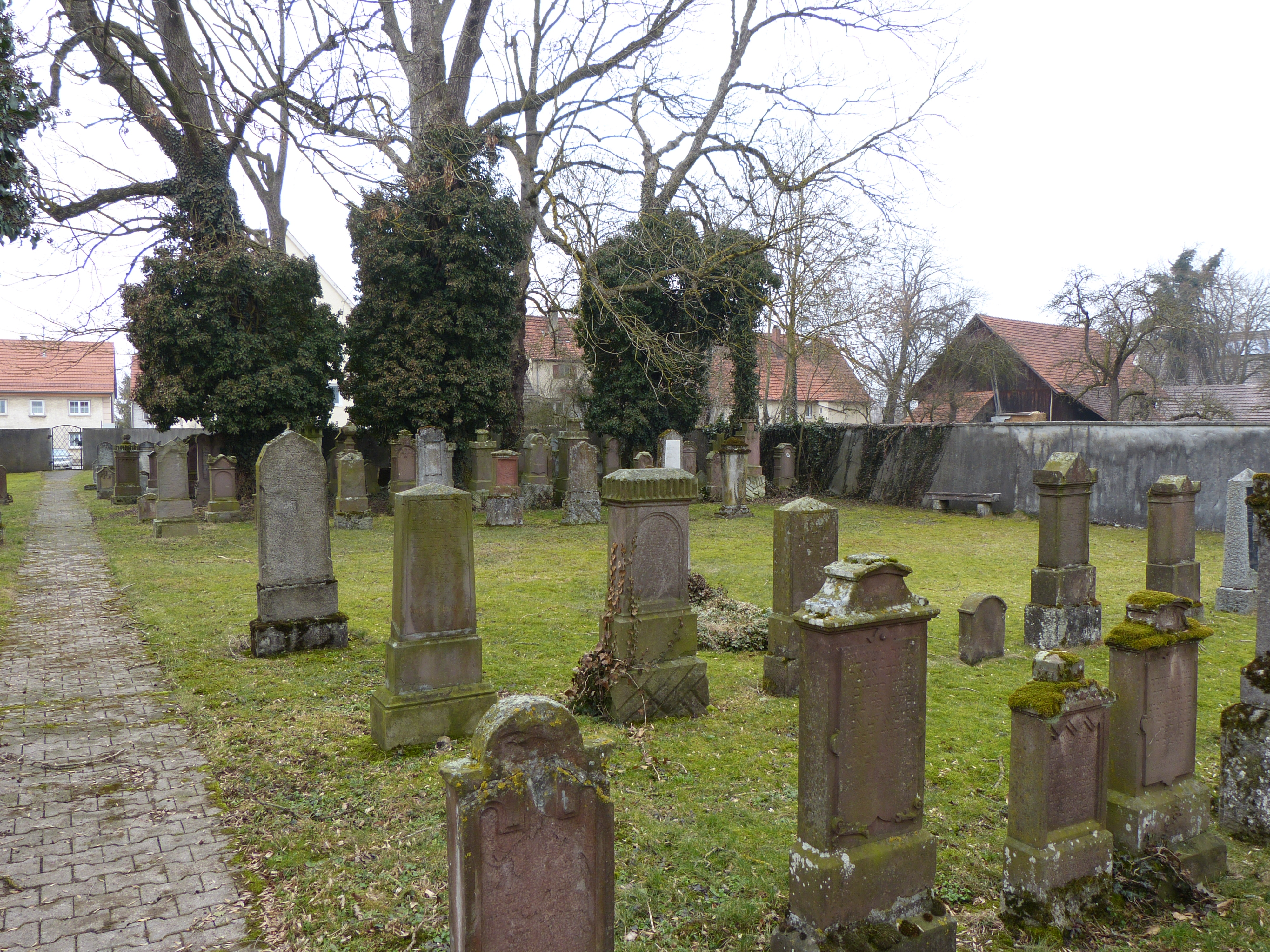
Jüdischer Friedhof in Fellheim

Der jüdische Friedhof in der Gemeinde Fellheim im Landkreis Unterallgäu in Bayern steht zusammen mit der Synagoge als Einzelobjekt D-7-78-139-6 unter Denkmalschutz und ist zugleich Bestandteil der unter Ensembleschutz stehenden Gesamtanlage „Ehemalige jüdische Siedlung“ (Aktenzeichen E-7-78-139-1).

## Geschichte
Der Friedhof der Jüdischen Gemeinde Fellheim wurde im Jahr 1787 im sogenannten Judenviertel von Fellheim angelegt. Auf der Westseite desselben Grundstücks wurde auch die Synagoge errichtet. Nach der Anlage des Friedhofes wurde dieser im 19. Jahrhundert mehrmals erweitert. Bis diese um das Jahr 1840 einen eigenen Friedhof erhielt, wurden in Fellheim auch Verstorbene der jüdischen Gemeinde von Osterberg bestattet. In seiner maximalen Ausdehnung erstreckte sich der Friedhof bis zur Hauptstraße.
Die letzte Bestattung war im Jahr 1942 die der Memminger Bürgerin Rike Heilbronner (1870–1942). Während des Dritten Reiches wurde der jüdische Friedhof in der Pogromnacht vom 9. auf den 10. November 1938 verwüstet. Nach dem Ende des Zweiten Weltkriegs wurden die beschädigten Grabmäler auf Kosten der Täter wiederhergestellt.
Nachdem die ehemalige Synagoge 1950 in Privatbesitz übergegangen und im Anschluss daran zu einem Wohnhaus umgebaut worden war, wurde der Friedhof durch eine neue Mauer von dem Privatgelände abgegrenzt und auf die heutige Größe verkleinert. Derzeit befinden sich dort noch 190 jüdische Grabsteine.

## Lage
Der jüdische Friedhof befindet sich östlich des Hauses Memminger Straße 17 (ehemalige Synagoge) in Fellheim.

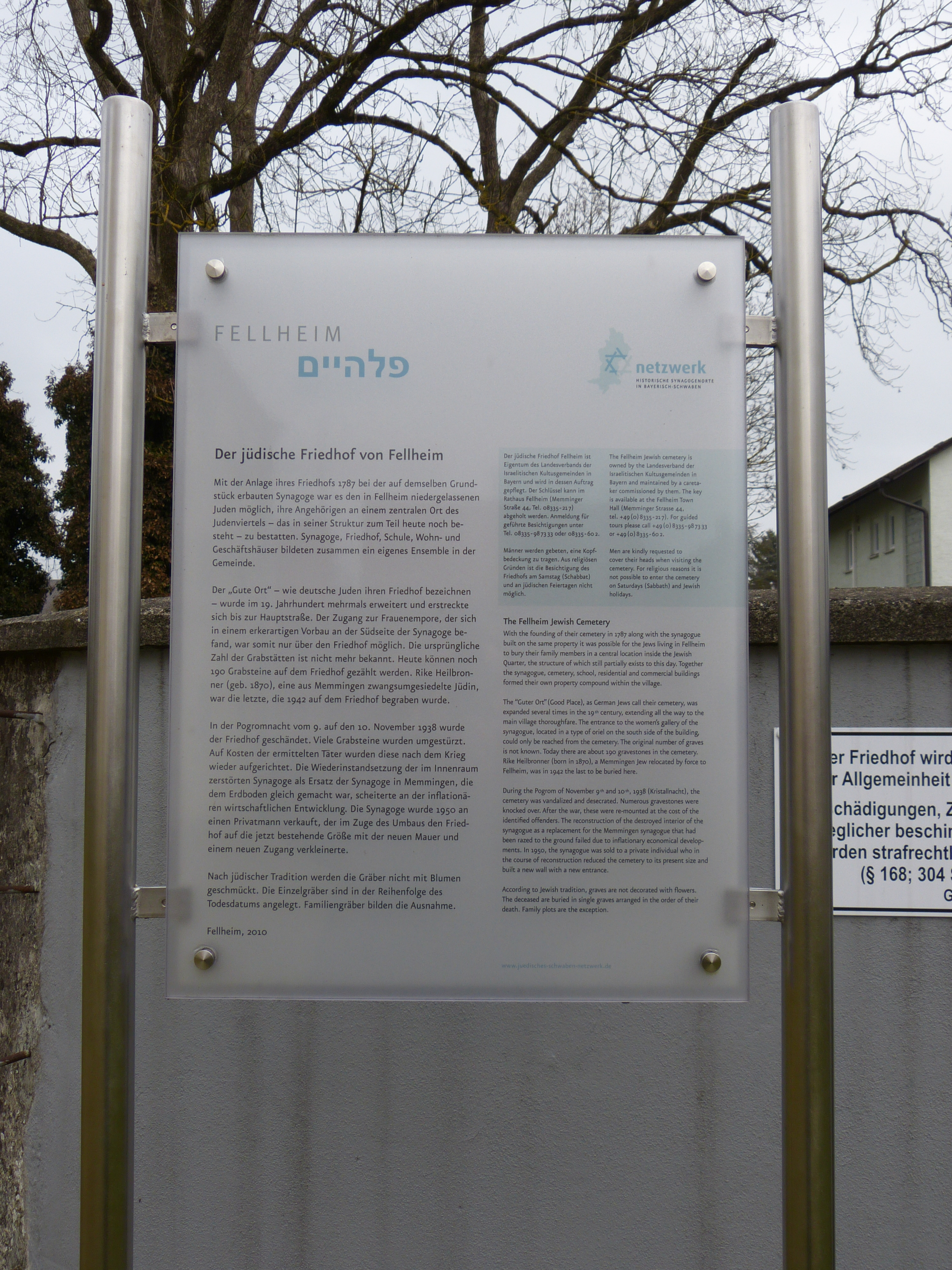
Hinweistafel am Friedhofseingang
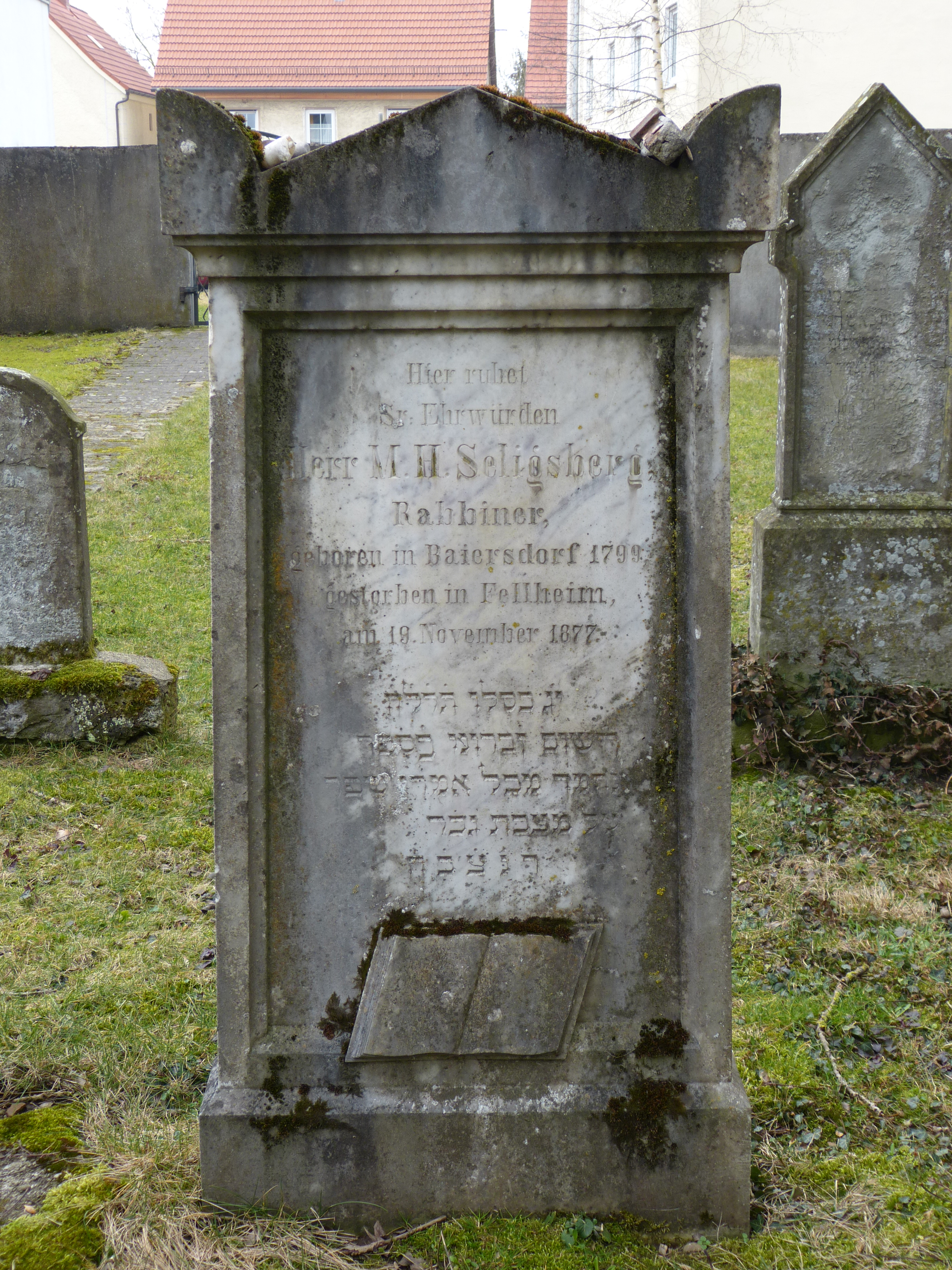
Grab des Rabbiners Marx Hayum Seligsberg (* 1799; † 19. November 1877)
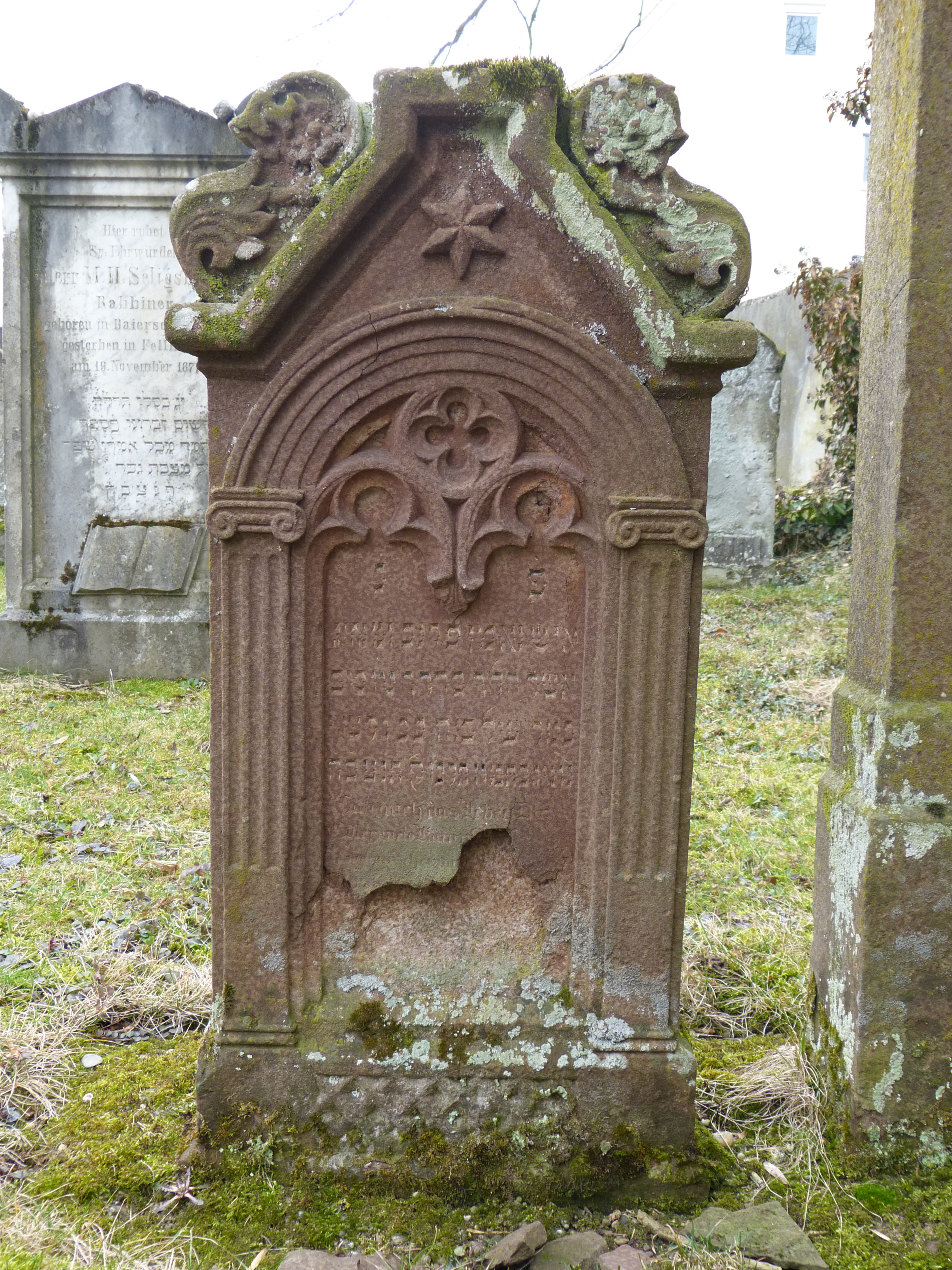
Grabstein auf dem Friedhof